# Trest smrti na Svatém Tomáši a Princově ostrově
Trest smrti na Svatém Tomáši a Princově ostrově byl zrušen v roce 1990. Svatý Tomáš a Princův ostrov ratifikoval dne 10. ledna 2017 Druhý opční protokol Mezinárodního paktu o občanských a politických právech.